# Halowe Mistrzostwa Europy w Lekkoatletyce 1990 – chód na 5000 m mężczyzn
Chód na 5000 metrów mężczyzn – jedna z konkurencji biegowych rozgrywanych podczas halowych lekkoatletycznych mistrzostw Europy w  hali Kelvin Hall w Glasgow. Rozegrano od razu finał 4 marca 1990. Zwyciężył reprezentant Związku Radzieckiego Michaił Szczennikow, który tym samym obronił tytuł zdobyty na poprzednich mistrzostwach.

## Rezultaty

### Finał
Opracowano na podstawie materiału źródłowego.
| Miejsce | Zawodnik               | Czas     | Uwagi |
| ------- | ---------------------- | -------- | ----- |
| 1       | Michaił Szczennikow    | 19:00,62 |       |
| 2       | Giovanni De Benedictis | 19:02,90 |       |
| 3       | Axel Noack             | 19:08,36 |       |
| 4       | Pavol Blažek           | 19:15,78 |       |
| 5       | Ján Záhončík           | 19:22,70 |       |
| 6       | Massimo Fizialetti     | 19:29,14 |       |
| 7       | Jan Staaf              | 19:34,08 |       |
| 8       | Franz-Josef Weber      | 19:51,89 |       |
| 9       | Lubomir Iwanow         | 19:54,78 |       |
| 10      | Igor Płotnikow         | 20:01,11 |       |
| 11      | Hélder Oliveira        | 20:04,04 |       |
| 12      | Andi Drake             | 20:10,83 |       |
| –       | Dimitrios Orfanopulos  | DNF      |       |
| –       | Pat Murphy             | DSQ      |       |
| –       | Volkmar Scholz         | DSQ      |       |